# Wayne Cooper
Artis Wayne Cooper (Milan, 16 novembre 1956 – 11 aprile 2022) è stato un cestista, allenatore di pallacanestro e dirigente sportivo statunitense, professionista nella NBA.

## Carriera
Venne selezionato dai Golden State Warriors al secondo giro del Draft NBA 1978 (40ª scelta assoluta).

## Palmarès
- Trentanovesimo miglior stoppatore di sempre NBA